# 點差交易
點差交易，又稱為價差賭注 ，是一種將賭注押在事件結果上的賭博方式，盈利取決於押注的精確性，不同於固定賠率投注或同注分彩法中簡單的勝與負。近年來點差交易在英國發展迅速，參與人數接近一百萬人。點差交易具有高風險性，潛在的收益或損失可能遠超原先的賭金。在英國，點差交易的監管機構並非賭博委員會，而是金融行為監管局（Financial Conduct Authority，2013年成立前由Financial Services Authority監管）。

## 金融點差交易
金融點差交易（Financial spread betting）和期貨及期權具有下列不同點： 
- 點差交易費用經由买卖价差（Bid–offer spread）產生。
- 點差交易的稅收處理方式不同於證券和期貨（見下文）。
- 因為點差交易不受交易所工作小時的限制，所以它更有靈活性。
- 點差交易屬於櫃檯買賣交易。

金融點差交易是金融市場投機的一種方式，和金融衍生市場一些交易類型相仿，在這些交易類型之中，差價合約和點差交易在許多方面非常相似。事實上一些金融衍生交易公司在相同的交易平台上同時推出點差交易以及差價合約服務。和固定賠率投注的另一個不同之處在於，點差交易帶來的收益或損失可以是無限大的，但是交易者可以通過止蝕位縮減虧損數額。 
點差交易已經超跨了體育和金融市場（股票、債券和金融衍生品）的範疇，涉及到了房價等其他領域。 
在英國和一些其他歐洲國家，點差交易的收益是免稅的。儘管點差交易在英國由金融服務局監管，英國和這些歐洲國家的稅務部門把點差交易視為博彩而非投資，因此可以免除资本利得税和所得稅。相反地，在其他多數國家中稅收政策適用於點差交易。